# Goose Goslin
Leon Allen „Goose“ Goslin (* 16. Oktober 1900 in Salem, New Jersey; † 15. Mai 1971 in Bridgeton, New Jersey) war ein US-amerikanischer Baseballspieler in der Major League Baseball (MLB).

## Biografie
Goose Goslin gab sein Debüt in der Major League als Outfielder bei den Washington Senators am 16. September 1921. 1923 konnte er sich einen Stammplatz bei den Senators erobern. 1924 gewann er mit seinem Team die World Series gegen die New York Giants in sieben Spielen. In dieser Serie erreichte Goslin einen Schlagdurchschnitt von 34,4 %, schlug drei Home Runs und sieben RBI. Auch 1925 gelangen ihm drei Home Runs in der World Series gegen die Pittsburgh Pirates, denen sich die Senators aber geschlagen geben mussten. 1930 wechselte er zu den St. Louis Browns, bevor er 1933 wieder bei den Senators spielte. In seinem zweiten Karriereaufenthalt in Washington konnte er wieder mit seinem Team die Endspiele erreichen. Mit nur durchschnittlichen Leistungen konnte Goslin die klare Niederlage in fünf Spielen gegen die New York Giants nicht verhindern. Nach dieser Saison wechselte er zu den Detroit Tigers, mit denen er 1934 und 1935 ebenfalls die World Series erreichen konnte. Hier gab es 1934 eine Niederlage in sieben Spielen gegen die St. Louis Cardinals und einen Sieg in sechs Spielen gegen die Chicago Cubs. 1938 beendete er seine Karriere nach einem dritten Aufenthalt bei den Washington Senators.
In elf Spielzeiten konnte er mehr als 100 RBI und einen Schlagdurchschnitt von über 30 % erreichen. Er ist der einzige Spieler, der an allen 19 World-Series-Spielen der Washington Senators teilnahm.
Ebenso war er an der ersten Strafe gegen einen Schiedsrichter in der Major League beteiligt. In der World Series von 1935 lieferte er sich eine hitzige Diskussion mit Bill Klem, der später als Schiedsrichter in die Baseball Hall of Fame aufgenommen wurde. Klem vergriff sich dann wohl in Folge dieses Streits in der Wortwahl und wurde vom damaligen Commissioner Kenesaw Mountain Landis mit einer Geldstrafe belegt.
Nach seiner Karriere betrieb Goslin einen Bootsverleih in seinem Heimatstaat New Jersey. 1968 wurde er in die Baseball Hall of Fame gewählt.